# Cléry-le-Grand
Cléry-le-Grand település Franciaországban, Meuse megyében. Lakosainak száma 89 fő (2022. január 1.). Cléry-le-Grand Aincreville, Bantheville, Brieulles-sur-Meuse, Cléry-le-Petit, Cunel és Doulcon községekkel határos.

## Népesség
A település népességének változása:
| Lakosok száma | 103  | 81   | 73   | 81   | 89   | 92   | 93   | 96   | 91   | 89   |
|               | 1968 | 1990 | 2006 | 2011 | 2015 | 2016 | 2018 | 2019 | 2021 | 2022 |